# Blues in the Night (musical)
Blues in the Night és una revista musical dels anys 80 ideada per Sheldon Epps. Va ser produït per Mitchell Maxwell, Alan J. Schuster, Fred H. Krones i M Squared Entertainment, Inc., i Joshua Silver (productor associat).
Ambientat en un degradat hotel de Chicago el 1938, l'espectacle sense diàlegs se centra en les relacions de tres dones amb el mateix home, les seves històries entrellaçades explicades a través de les torch songs i blues de of Bessie Smith, Johnny Mercer, Harold Arlen, Vernon Duke, Gordon Jenkins i Alberta Hunter, entre d'altres.

## Produccions
La revista va ser posada en escena originalment per Epps i Gregory Hines sota la supervisió de Norman René al Playhouse 46 de l'off-Broadway, on va tenir 51 representacions entre el 26 de març i l'11 de maig de 1980. El repartiment original estava format per David Brunetti, Rise Collins, Suzanne M. Henry i Gwen Shepherd.
Després de 13 funcions prèvies, la producció de Broadway, dirigida per Epps, es va estrenar el 2 de juny de 1982 al Rialto Theatre, on va tenir 53 funcions. Jean DuShon, Debbie Shapiro, Leslie Uggams i Charles Coleman formaven el repartiment. L'espectacle va ser nominat al premi Tony al millor musical.
La producció del West End, presentada per Steve Whately, es va estrenar el 9 de juny de 1987 al Donmar Warehouse, on es va desenvolupar fins al 19 de juliol de 1987. Maria Friedman, Debby Bishop, Carol Woods i Clarke Peters formaven el repartiment. Amb Peter Straker substituint Peters, es va traslladar al Piccadilly Theatre, inaugurant-se el 23 de setembre i fins al 28 de juliol de 1988.
L'espectacle va ser nominat al premi Laurence Olivier al millor musical nou i Woods va rebre una nominació a la millor actriu en un musical. L' àlbum del repartiment de Londres es va gravar en directe durant les actuacions del 25 al 26 d'agost al Donmar.
Una producció va tenir lloc al Minetta Lane Theatre, a Nova York, des del 14 de setembre de 1988 fins al 23 d'octubre de 1988, amb 45 funcions. El repartiment comptava amb Carol Woods, Brenda Pressley, [Leilani Jones] i Lawrence Hamilton. A principis de la dècada de 1990, Clarke Peters va dirigir una producció en gira, començant al Churchill Theatre de Bromley , al sud de Londres, Anglaterra. Va comptar amb Ricco Ross i Claire Martin.
El 12 de desembre de 1995 es va estrenar una versió en català al teatre Arnau de Barcelona, adaptada per Albert Mas-Griera i interpretada per Àngels Gonyalons, Monica Green, Virgínia Martínez i Anthoneo Brehon, amb direcció de Ricard Reguant i direcció musical de Jordi Doncos.
La revista es va presentar al Post Street Theatre, San Francisco , durant vuit setmanes de juliol a setembre de 2007. Maurice Hines va interpretar el paper de "The Man in the Saloon", amb Carol Woods, Freda Payne i Paulette Ivory com les tres dones.
La producció més recent, l'any 2017, va celebrar el 30è aniversari de l'espectacle al Hippodrome Casino de Londres. El repartiment incloïa: Ian Carlyle com The Man, Enyonam Gbesemete com The Lady, Cleo Higgins com The Woman i Bleu Woodward com The Girl.

## Cançons
Nota: compositors entre parèntesis
- "Am I Blue?" (Harry Akst, Grant Clarke)
- "Baby Doll" (Bessie Smith)
- "Blue Blue" (Bessie Smith)
- "Blues in the Night" (Harold Arlen, Johnny Mercer)
- "Copenhagen" (Charlie Davis)
- "Dirty No-Gooder Blues" (Bessie Smith)
- "Four Walls (and One Dirty Window) Blues" (Willard Robison)
- "I Gotta Right To Sing the Blues" (Harold Arlen, Ted Koehler)
- "It Makes My Love Come Down" (Bessie Smith)
- "I've Got A Date With A Dream" (Mack Gordon, Harry Revel)
- "Kitchen Man" (Andy Razaf, Alex Bellenda)
- "Low" (Vernon Duke, Milton Drake, Ben Oakland)
- "Lover Man" (Jimmy Davis, Roger Ramirez, Jimmy Sherman)
- "New Orleans Hop-Scop Blues" (Geo. W. Thomas)
- "Nobody Knows You When You're Down and Out" (Bessie Smith)
- "Reckless Blues" (Bessie Smith)
- "Rough and Ready Man" (Alberta Hunter)
- "Take It Right Back" (H. Grey)
- "Take Me For a Buggy Ride" (Leola Wilson, Wesley Wilson)
- "These Foolish Things Remind Me Of You" (Harry Link, Jack Strachey, Holt Marvell)
- "Wasted Life Blues" (Bessie Smith)
- "When a Woman Loves a Man" (Bernard Hanighen, Gordon Jenkins, Johnny Mercer)
- "Wild Women Don't Have the Blues" (Ida Cox)
- "Willow Weep for Me" (Ann Ronell)

## Resposta crítica
Frank Rich a la seva ressenya del New York Times sobre el revival de 1982, va escriure: "La trista veritat és que ni tan sols les fórmules teatrals més senzilles són tan fàcils com semblen, i Blues in the Night, la nova revista del Rialto, no és una prova tan viva. Els 25 números de blues d'aquest espectacle... sovint són de primer ordre. Les estrelles - Leslie Uggams, Jean Du Shon i Debbie Shapiro - són talentosos Un model d'economia, No obstant això, Blues in the Night demostra una vetllada insípida que serveix principalment per recordar-nos la quantitat d'imaginació que es va dedicar als seus predecessors, aparentment més ardents, Sheldon Epps, que "va concebre" la revista i la va dirigir és responsable del que ha anat malament, però la seva noció bàsica no és dolenta: Blues està ambientat en un hotel barat a Chicago l'any 1938 (dissenyat modestament per John Falabella) on les tres estrelles ocupen habitacions separades i en mal estat, però les dones romanen en l'anonimat. s'anomenen simplement Dona núm. 1 i així successivament a Playbill, i, fins i tot quan canten junts, no interactuen".

## Premis i nominacions

### Producció original de Broadway
| Any  | Premi       | Categoria      | Nominat        | Resultat |
| ---- | ----------- | -------------- | -------------- | -------- |
| 1983 | Premis Tony | Millor musical | Millor musical | Nominat  |

### Producció original de Londres
| Any  | Premi                   | Categoria                   | Nominat            | Resultat |
| ---- | ----------------------- | --------------------------- | ------------------ | -------- |
| 1987 | Premis Laurence Olivier | Millor musical nou          | Millor musical nou | Nominat  |
| 1987 | Premis Laurence Olivier | Millor actriu en un musical | Carol Woods        | Nominat  |

## Enllaços externks
- Internet Off-Broadway Database listing, 1980
- Internet Off-Broadway Database listing, 1988
- Blues in the Night a l'Internet Broadway Database
- Listing at guidetomusicaltheatre.com with production information, song list
- Blues in the Night at the Music Theatre International website